# Festuca subnutans
Festuca subnutans är en gräsart som beskrevs av Holmb. Festuca subnutans ingår i släktet svinglar, och familjen gräs. Inga underarter finns listade i Catalogue of Life.